# Židovský hřbitov v Turnově
Židovský hřbitov v Turnově se nachází v Sobotecké ulici, asi 600 m jihozápadně od náměstí Českého ráje. Jedná se o jediný dochovaný židovský hřbitov v okrese Semily v Libereckém kraji. Má rozlohu 2179 m2 a je chráněn jako kulturní památka České republiky.

## Historie
Nejstarší náhrobní kámen pochází z roku 1680, nejmladší pak z roku 1956, kdy zde proběhl poslední pohřeb. Na ploše hřbitova je zachováno asi 550 náhrobků. Všechny jsou orientovány ve směru západ – východ s nápisy obrácenými k jihu. Nápisy jsou v hebrejštině, od poloviny 19. století také v němčině a od konce 19. století i v češtině. U hřbitovní zdi byl v roce 1800 postaven dům pro hrobníka a márnice. V domě je umístěna expozice věnovaná židovské komunitě v Turnově a okolí. Tato komunita přestala existovat v roce 1940.
V roce 1991 při budování silničního průtahu byl přes hřbitov postaven most. Při stavbě byla část náhrobních kamenů přemístěna a po skončení stavby navrácena na své původní místo. Hřbitov však stavbou utrpěl.
Na hřbitově jsou pochováni předkové Pavla Tigrida a spisovatele Ivana Olbrachta.

## Fotogalerie

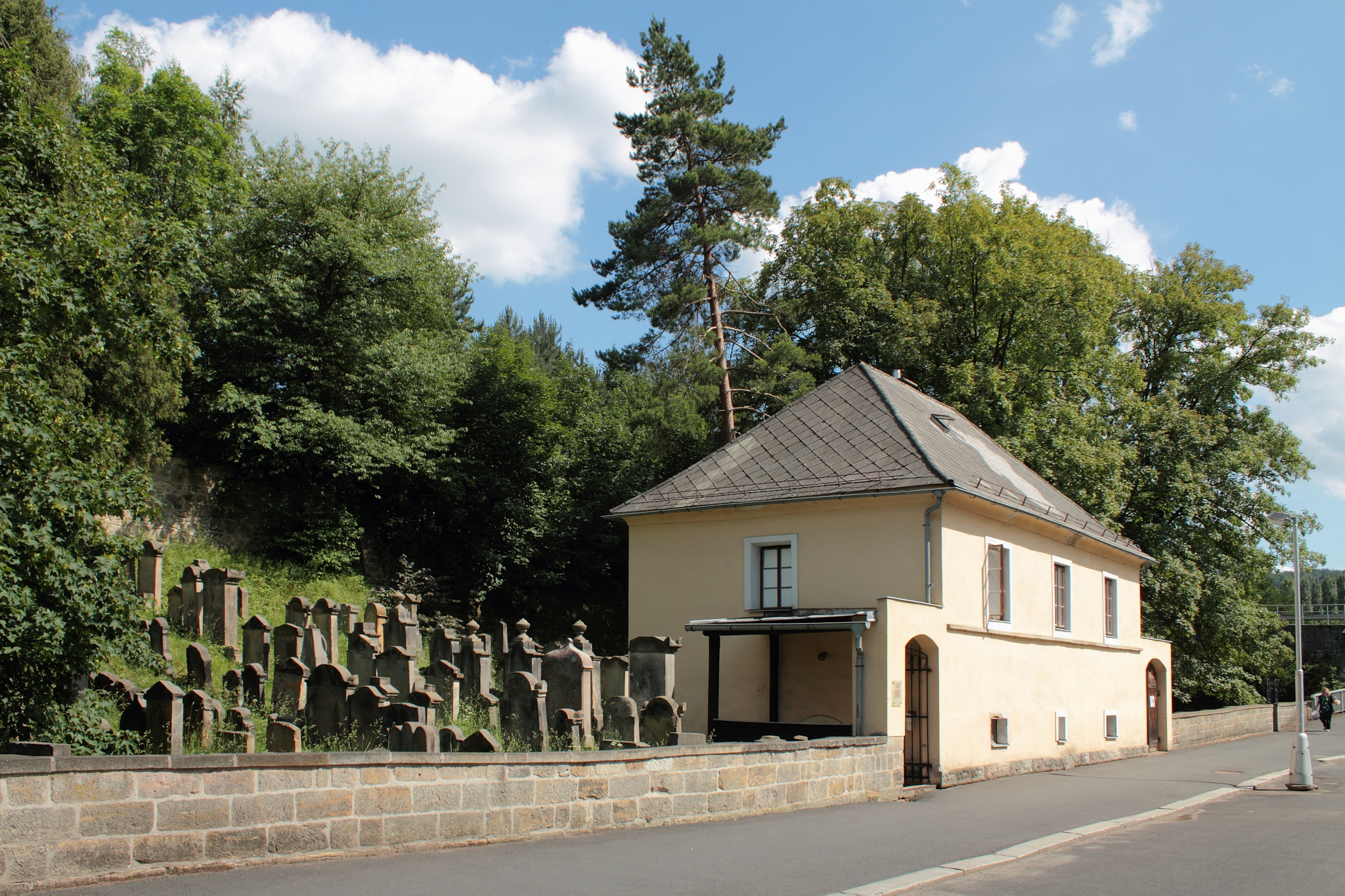
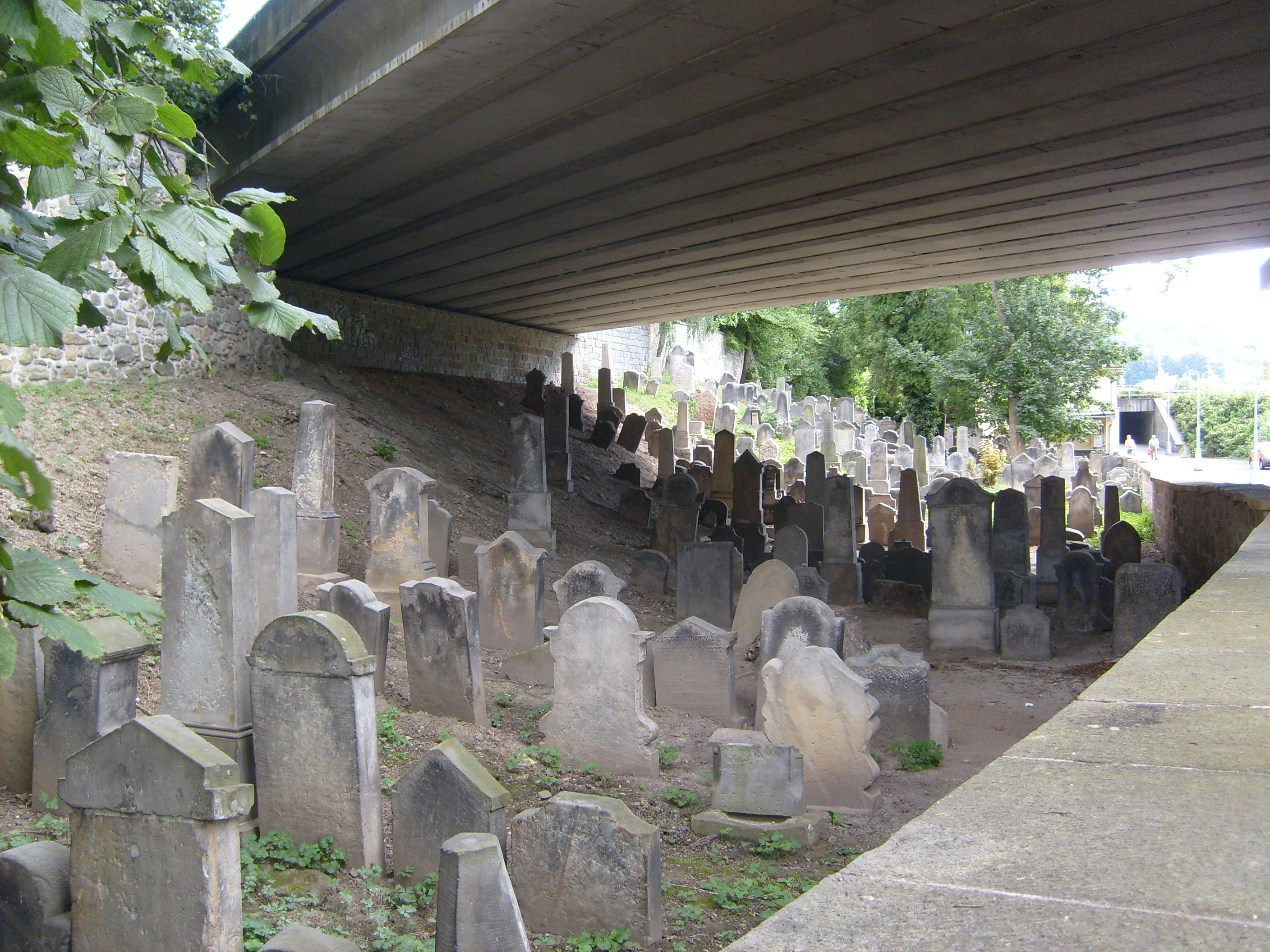
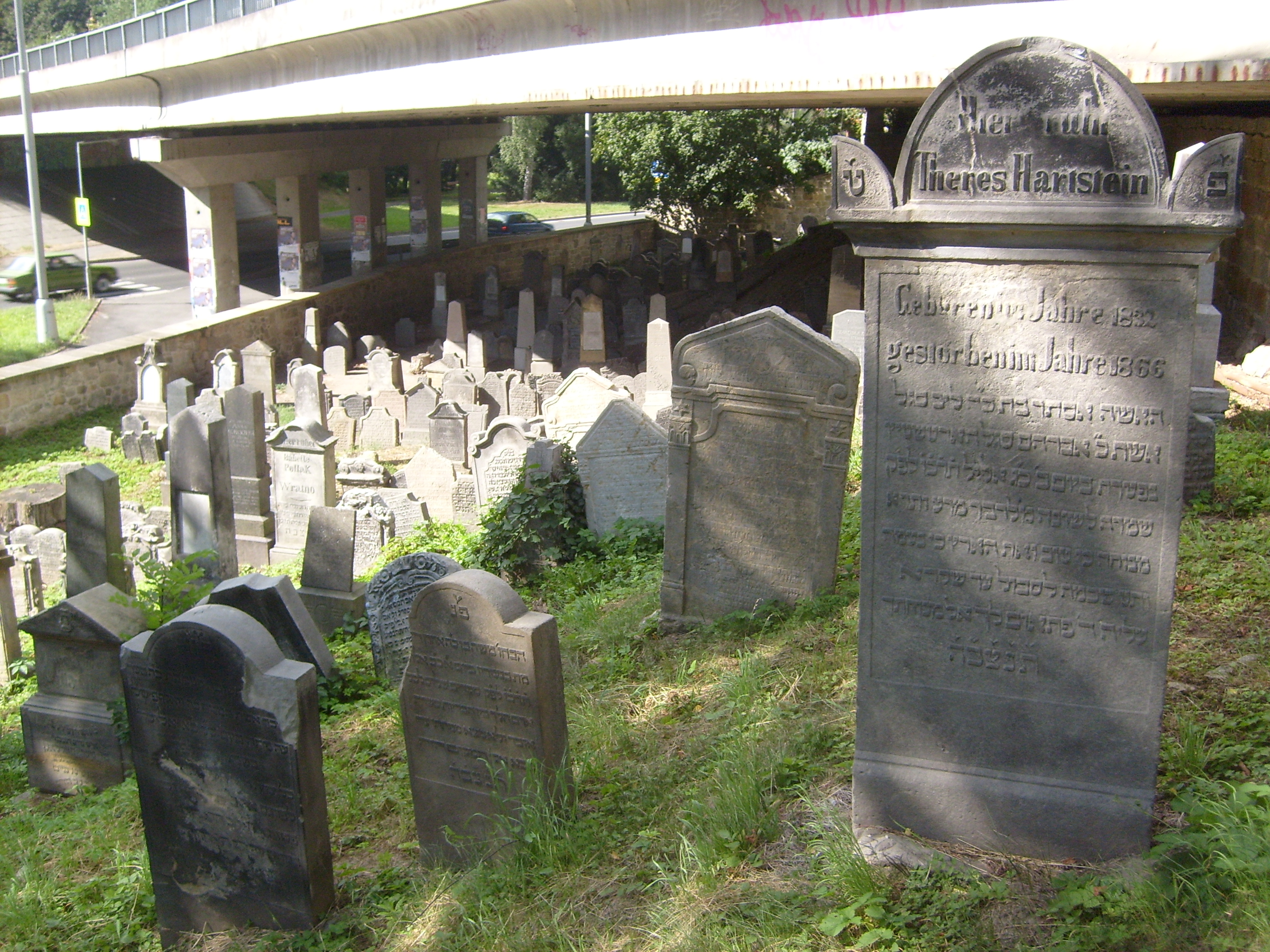
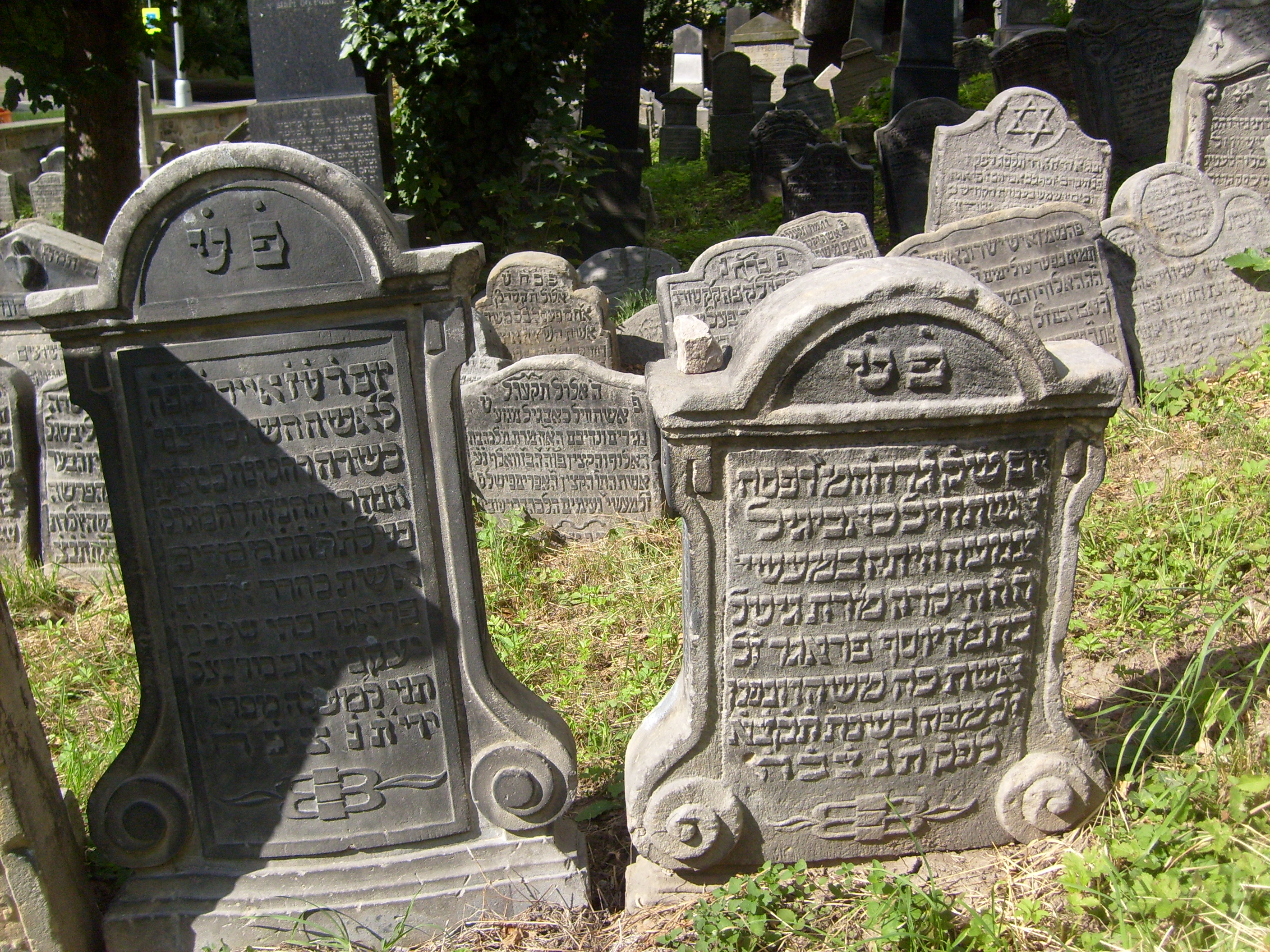